# Shapez.io
shapez.io ist ein 2D-Aufbauspiel, das von Tobias Springer entwickelt wurde. Das Spiel wurde von Tobspr Games und in China vom chinesischen Publisher Doyoyo Games veröffentlicht. Am 21. Mai 2020 wurde sowohl eine kostenfrei spielbare Version als Browserspiel, wie auch eine kostenpflichtige Version des Spiels für Windows und Linux über itch.io veröffentlicht.

## Spielprinzip
Spielziel ist es, eine logistisch effiziente Fabrik mit im Spielverlauf zunehmend komplexeren Produktionsstraßen zu bauen. Das Spiel bleibt in seiner Darstellung dabei weitgehend abstrakt und schematisch. Die Produkte werden als simple geometrische Figuren dargestellt, die mit Hilfe sogenannter Extraktoren aus zufällig generierten Ressourcenvorkommen abgebaut werden. Über Förderbänder werden sie zur Weiterverarbeitung transportiert und mit nach und nach freigeschalteten Maschinen wie Schneidern, Färbern, Mischern, Staplern und weiteren zu komplexeren Formen verarbeitet. Die fertigen Produkte werden dann im sogenannten Hub abgeliefert.
Zu Beginn muss der Spieler nur Kreise produzieren und abliefern, indem er einen Extraktor auf einer Rohstoffquelle aus Kreisen platziert und diese durch Anbindung an den Hub abliefert. Liefert er eine bestimmte Menge eines bestimmten Produktes an dem Hub, erreicht er ein neues Level mit einer neuen Produktanforderung. Bei Absolvierung der Level 1 bis 26 schaltet der Spieler jeweils ein neues Gerät zur besseren Verarbeitung der Formen frei. Danach folgen 50 prozedural generierte Stufen, bei deren Absolvierung nichts freigeschaltet wird. Die Komplexität nimmt mit dem Spielverlauf zu, denn es müssen vor der Ablieferung im Hub große Mengen an Teilen mehrfach gefärbt, geschnitten, rotiert und wieder zusammengefügt werden. Dabei entstehen sehr komplexe Formen.
Eine weitere Spielmechanik sind Upgrades der Maschinen und Transportmittel, für die losgelöst von den Levelvorgaben ebenfalls bestimmte Formen im Hub abgeliefert werden müssen. Durch Upgrades kann der Spieler die Geschwindigkeit erhöhen, mit der die Maschinen und Förderbänder arbeiten. Diese spielen eine zentrale Rolle beim Fabrikbau. Insgesamt gibt es vier Upgradetypen:
1. Förderbänder, Tunnel und Verteiler
2. Extraktoren
3. Schneider, Rotierer und Stapler
4. Färber und Mischer

Hat der Spieler alle 50 Level absolviert und sind alle vier Upgradetypen auf Stufe 1000 angelangt, sind alle vorgegebenen Spielziele erfüllt. Der Spieler kann jedoch beliebig lange ohne vorgegebene Ziele weiter spielen.

## Entwicklung und Veröffentlichung
Die Spielidee wurde stark von dem Aufbauspiel Factorio beeinflusst, dessen Spielprinzip Tobias Springer, der Entwickler von shapez.io, jedoch als stressig empfand. Deshalb entwarf er einen einfacheren Grafikstil sowie ein Spielprinzip, das auf einfachen, abstrakten Formen basiert, um die Einstiegshürde für neue Spieler zu reduzieren. Basierend auf seinen Erfahrungen aus vorherigen Projekten veröffentlichte Springer shapez.io am 21. Mai 2020 zunächst als kostenloses Browserspiel. Springer nutzte das Feedback der Spieler dieser ersten kostenfrei spielbaren Version, um das Spiel zu verbessern und weiterzuentwickeln. Noch am selben Tag veröffentlichte er auf itch.io eine kostenpflichtige Version des Spiels. Am 7. Juni 2020 erschien diese Version auch auf Steam.
Am 21. Juni 2021 erschien mit dem Puzzle DLC ein DLC zum Spiel. Im Juni 2021 erschien shapez.io auch in China über die chinesische Vertriebsplattform WeGame; dort wurde das Spiel von dem chinesischen Publisher Doyoyo Games veröffentlicht.
Am 5. Dezember 2023 veröffentlichte Tobspr eine Mobile-Version des Spiels für Android und iOS unter dem Namen "Shapez Mobile".

## Rezeption und Verkaufszahlen
Die kostenlose Browserversion des Spiels hatte bis zum August 2021 etwa 100.000 bis 200.000 monatliche Spieler. Auf Steam konnte sich shapez.io bis zum 31. August 2021 über 250.000 Mal verkaufen; der Puzzle-DLC hatte sich bis dahin über 17.000 Mal verkauft.
Im Jahr 2020 belegte shapez.io Platz 23 der Steam-Nutzerwertungen.

## Versionen
Alle Versionen von shapez.io seit der Veröffentlichung.
| Version | Veröffentlichungsdatum | Änderungen                          | Anmerkungen                                                                                      |
| ------- | ---------------------- | ----------------------------------- | ------------------------------------------------------------------------------------------------ |
| 1.0.1   | 21. Mai 2020           | Veröffentlichung der Online-Version |                                                                                                  |
| 1.0.2   | 23. Mai 2020           |                                     |                                                                                                  |
| 1.0.3   | 24. Mai 2020           |                                     |                                                                                                  |
| 1.0.4   | 26. Mai 2020           |                                     |                                                                                                  |
| 1.1.0   | 28. Mai 2020           |                                     |                                                                                                  |
| 1.1.1   | 28. Mai 2020           |                                     |                                                                                                  |
| 1.1.2   | 30. Mai 2020           |                                     |                                                                                                  |
| 1.1.3   | 1. Juni 2020           |                                     |                                                                                                  |
| 1.1.4   | 1. Juni 2020           |                                     |                                                                                                  |
| 1.1.5   | 3. Juni 2020           |                                     |                                                                                                  |
| 1.1.6   | 4. Juni 2020           |                                     |                                                                                                  |
| 1.1.7   | 4. Juni 2020           |                                     |                                                                                                  |
| 1.1.8   | 7. Juni 2020           |                                     |                                                                                                  |
| 1.1.9   | 11. Juni 2020          |                                     |                                                                                                  |
| 1.1.10  | 12. Juni 2020          |                                     |                                                                                                  |
| 1.1.11  | 13. Juni 2020          |                                     |                                                                                                  |
| 1.1.12  | 14. Juni 2020          |                                     |                                                                                                  |
| 1.1.13  | 15. Juni 2020          |                                     |                                                                                                  |
| 1.1.14  | 16. Juni 2020          |                                     |                                                                                                  |
| 1.1.15  | 17. Juni 2020          |                                     |                                                                                                  |
| 1.1.16  | 21. Juni 2020          |                                     |                                                                                                  |
| 1.1.17  | 22. Juni 2020          |                                     |                                                                                                  |
| 1.1.18  | 27. Juni 2020          |                                     |                                                                                                  |
| 1.2.0   | 9. Oktober 2020        |                                     | Umfangreiche Patchnotes auf https://shapez.io/wires/                                             |
| 1.2.1   | 31. Oktober 2020       |                                     |                                                                                                  |
| 1.2.2   | 7. Dezember 2020       |                                     |                                                                                                  |
| 1.3.0   | 12. März 2021          |                                     | Auf der Originalwebsite steht fälschlicherweise als Datum 2020, das Update erschien jedoch 2021. |
| 1.3.1   | 16. April 2021         |                                     |                                                                                                  |
| 1.4.0   | 4. Juni 2021           |                                     |                                                                                                  |
| 1.4.1   | 22. Juni 2021          |                                     |                                                                                                  |
| 1.4.2   | 24. Juni 2021          |                                     |                                                                                                  |
| 1.4.3   | 28. August 2021        |                                     |                                                                                                  |
| 1.4.4   | 29. August 2021        |                                     |                                                                                                  |
| 1.5.1   | 25. Februar 2022       |                                     |                                                                                                  |
| 1.5.2   | 2. Juni 2022           |                                     |                                                                                                  |
| 1.5.3   | 5. Juni 2022           |                                     |                                                                                                  |
| 1.5.5   | 20. Juni 2022          |                                     |                                                                                                  |